# Dacus hapalus
Dacus hapalus är en tvåvingeart som först beskrevs av Munro 1984.  Dacus hapalus ingår i släktet Dacus och familjen borrflugor.
Artens utbredningsområde är Kenya. Inga underarter finns listade i Catalogue of Life.